# 四角鹿
四角鹿（Syndyoceras cooki）是已滅絕的北美洲哺乳動物。
四角鹿長1.5米，外表像鹿，腳上有兩趾蹄。牠像早期的馬（如草原古馬），腳上有兩趾向外及已經退化，且不會貼在地上。四角鹿的頭顱骨卻不像鹿，其上有兩對角。鼻端上的第一對角角端開叉，第二對在眼睛及耳朵之間，向內彎曲，兩角互對形成一個半圓狀。牠的角像長頸鹿的，表面上有皮膚覆蓋。這些角很有可能作為性顯示及打鬥之用。